# Roldão de Siqueira Fontes
Roldão de Siqueira Fontes (Flores, 29 de dezembro de 1909 — 5 de novembro de 1996) foi um educador e ambientalista brasileiro.
Foi um grande defensor da recuperação do pau-brasil (também conhecido como pau-de-pernambuco,  pau-pernambuco ou pau-de-tinta), uma leguminosa nativa da Mata Atlântica e árvore símbolo do Brasil. Criou o Movimento em Defesa do Pau-brasil, em 1970. Quando professor do então Colégio Agrícola de São Lourenço, da Universidade Federal Rural de Pernambuco (UFRPE), conservou mudas e sementes e as distribuiu para outros pontos do país. O sonho de Roldão era de que a espécie, depois de estar ameaçada de extinção, em razão da devastação da Mata Atlântica, fosse recuperada e conservada, e que em toda escola de todo município brasileiro houvesse uma árvore de pau-brasil. Graças a essa campanha foi criada em 1988 a Fundação Nacional do Pau-brasil.

## Biografia
Roldão de Siqueira Fontes foi professor de história e geografia geral e do Brasil, por mais de 40 anos, do antigo Colégio Agrícola de São Bento, pertencente à Universidade Federal Rural de Pernambuco (UFRPE). No final de 1969, estudando o livro O Pau-Brasil na História Nacional, de Bernardino José de Souza, descobriu que o pau-brasil se encontrava em extinção. Começou, então, com seus parcos recursos de professor, a produzir mudas por conta própria, distribuindo-as posteriormente  aos pais de alunos que visitavam a escola.
Em 1972, já dispondo de um viveiro com 10.000 mudas de pau-brasil, conseguiu sensibilizar o então reitor da UFRPE, Dr. Erasmo Adierson de Azevedo, que, junto com o Governo Federal, lançou em outubro de 1972,  em Brasília, uma campanha de âmbito nacional em defesa da espécie. Em seguida, firmado  um convênio entre a UFRPE e o antigo Departamento Nacional de Obras Contra as Secas (Dnocs), o professor Roldão coordenou o plantio de 50.000 plantas da espécie Caesalpinia echinata Lam. no entorno da barragem do rio Tapacurá, no município de São Lourenço da Mata.
Em 1977, faltando cerca de um ano para o término do convênio, Roldão envia cartas aos deputados federais  José Bonifácio Neto, do MDB, e Faria Lima, da ARENA, para que elaborassem uma lei que protegesse o pau-brasil. Afinal, foi sancionada a Lei Federal Nº 6.607, de 7 de dezembro de 1978. No seu arquivo pessoal, existem cartas de próprio punho dos dois deputados citados, congratulando-se com Roldão pela instituição da lei.
O professor Roldão de Siqueira Fontes continuou a divulgar o pau-brasil por meio de palestras e eventos comemorativos da "árvore nacional" até criar, em 30 de julho de 1988, a Fundação Nacional do Pau-Brasil, que tem, entre outras, duas importantes metas que são:
1. plantar uma muda de pau-brasil  em cada escola de cada  município brasileiro
2. criar oportunidades para que todo brasileiro conheça a única árvore do mundo que deu nome a nação brasileira e a seu povo.

O professor Roldão faleceu em 5 de novembro 1996, aos 86 anos deixando, além da FunBrasil, para dar prosseguimento aos seus trabalhos de preservação, um legado de mais de dois milhões e setecentas mil plantas distribuídas por todo o território nacional. Foi cognominado pelo então Presidente da Academia Brasileira de Letras, Austregésilo de Athayde, "o apóstolo do pau-brasil". Sua filha, Ana Cristina, continuou a plantar e divulgar a árvore, cujos estoques naturais foram exauridos pela exploração predatória.